# Ga Gangil
Ga Gangil là ga tàu điện ngầm trên Tuyến Hanam của Tàu điện ngầm vùng thủ đô Seoul tuyến số 5 ở Gangdong-gu, Seoul.

## Bố trí ga
| Sangil-dong ↑ |
| \| W/B        |
| ↓ Misa        |

| Hướng Tây  | ●Tuyến 5 | ← Hướng đi Banghwa            |
| Hướng Đông | ●Tuyến 5 | → Hướng đi Hanam Geomdansan → |